# Légume sec

Différents légumes secs.

Les légumes secs, appelés aussi légumineuses à grosses graines, sont des plantes issues exclusivement de la famille des Fabacées, cultivées pour leurs graines récoltées à maturité pour la consommation humaine. Elles sont parmi les plantes les plus anciennement cultivées par l'Homme et quatre d'entre elles font partie des cultures fondatrices du Néolithique. Ces graines sont des aliments à la fois riches en glucides, environ 60 %, essentiellement de l'amidon, et en protéines, environ 20 %. Toutefois en raison de leur déficience en certains acides aminés, on aura avantage à les associer à des céréales, en particulier dans les régimes végétariens. Ils sont intéressants aussi pour leurs apports en fibres et éléments minéraux, notamment en fer et en calcium.
Aliments d'utilisation très ancienne, les légumes secs sont économiques et faciles à conserver tout en maintenant leurs qualités nutritionnelles. Le principal problème rencontré est la lutte contre les parasites de ces graines (charançons, bruches)…
Il faut toutefois les réhydrater avant de les cuisiner.
Les légumes secs sont une composante importante du régime méditerranéen et contribuent à une meilleure santé.

## Historique
La plupart des légumes secs font partie des premières plantes domestiquées dans le Croissant fertile. C'est le cas du pois, du pois chiche et de la lentille, auxquels il faut ajouter la fève, qui est méditerranéenne mais dont on ignore toujours l'origine précise. De la Méditerranée viennent aussi des espèces secondaires, qui subsistent aujourd'hui à l'état de reliques, ou qui sont restées confinées à des régions particulières, comme le lupin avant sa diffusion contemporaine comme protéagineux. Deux autres espèces tropicales sont arrivées jusqu'en Syrie ou en Égypte, mais semblent inconnues ailleurs, le lablab et le mungo. Par contre, le niébé est originaire d'Afrique tropicale et non du Croissant fertile ; connu depuis l'Antiquité dans la Méditerranée, il ressemble étrangement aux haricots Phaseolus.

## Typologie

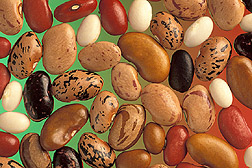
Haricots secs (Phaseolus vulgaris) de variétés diverses.

Le terme anglais Pulses (« Légumineuses » en français), tel qu'il est utilisé par l'Organisation des Nations unies pour l'alimentation et l'agriculture (FAO), est réservé aux végétaux récoltés uniquement pour les graines sèches. Cela exclut les haricots verts et les pois mangetout qui sont considérés comme des cultures légumières, les graines principalement cultivées pour l'extraction d'huile (graines oléagineuses comme le soja et les arachides) et les graines utilisées exclusivement pour l'ensemencement de fourrage (trèfles, luzerne). Toutefois, dans l'usage courant, ces distinctions ne sont pas toujours clairement établies et de nombreuses variétés riches en protéines comme le soja sont assimilées à des légumineuses .
L'Organisation des Nations unies pour l'alimentation et l'agriculture (FAO) reconnaît onze catégories de légumes secs : 
1. Haricots secs (Phaseolus spp. y compris plusieurs espèces de Vigna)
  - Haricot commun (Phaseolus vulgaris)
  - Haricot de Lima (Phaseolus lunatus)
  - Haricot azuki (Vigna angularis)
  - Haricot mungo ou soja vert (Vigna radiata)
  - Haricot urd ou soja noir (Vigna mungo)
  - Haricot d'Espagne (Phaseolus coccineus)
  - Haricot riz (Vigna umbellata)
  - Haricot papillon (Vigna aconitifolia)
  - Haricot tépari (Phaseolus acutifolius)
2. Fèves sèches (Vicia faba)
  - Fève cultivée (Vicia faba)
  - Fève à cheval (Vicia faba)
  - Fèverole (Vicia faba)
3. Lupins (Lupinus spp.) 
  - Lupin blanc (Lupinus albus), cultivé en France ;
  - Lupin bleu ou lupin à feuille étroite (Lupinus angustifolius), cultivé en Australie ;
  - Lupin jaune (Lupinus luteus), cultivé en Europe centrale ;
  - Lupin changeant (Lupinus mutabilis), cultivé en Amérique du Sud, dans les Andes.
4. Pois secs ou pois cassé (Pisum spp.)
  - Pois cultivé (Pisum sativum var. sativum)
  - Pois protéagineux, les pois fourragers (Pisum sativun var. arvense)
5. Pois chiche (Cicer arietinum)
6. Mongette ou dolique mongette, niébé ou haricot à l'œil noir (Vigna unguiculata)
7. Pois d'Angole ou ambrevade (Cajanus cajan)
8. Lentille cultivée (Lens culinaris)
9. Pois bambara ou pois de terre (Vigna subterranea)
10. Vesce Vicia (Vicia sativa)
11. Légumineuses secondaires :
  - Lablab, pois antaque ou dolique d'Égypte (Lablab purpureus)
  - Pois sabre blanc (Canavalia ensiformis), pois sabre rouge (Canavalia gladiata)
  - Haricot ailé ou pois ailé (Psophocarpus tetragonolobus)
  - Gesse Pois carré (Lathyrus sativus)
  - Pois mascate, cowitch (Mucuna pruriens var. utilis)

## Intérêt nutritionnel
Les légumineuses, riches en glucides complexes, micronutriments, protéines, vitamines du groupe B et fibres sont une partie essentielle d'un régime alimentaire sain. 
Elles assurent un apport continu d'énergie : elles sont faibles en calories (260–360 kcal pour 100 grammes de légumineuses sèches), ralentissent la digestion et donnent une sensation de satiété car elles sont riches en fibres.
Elles contiennent du fer, qui aide à transporter l'oxygène à travers le corps. Pour améliorer le fer disponible des légumineuses, il est conseillé de les associer avec une source de vitamine C, comme les agrumes et certains légumes tel que le poivron.
En nutrition la classification des légumineuses peut varier. Autrefois classées comme féculents par le PNNS, elles sont aujourd'hui considérées comme des aliments riches en protéines.

### Toxicité
Certaines espèces de légumineuses consommées par l'homme contiennent des substances assez toxiques si elles sont consommées en quantités abondantes. La gesse et certains pois du genre Lathyrus provoquent le lathyrisme. 
Certaines variétés de lupin, comme le lupin jaune amer, nécessitent un trempage prolongé dans de l'eau salée avant consommation, et doivent être cuites plusieurs heures pour éliminer les alcaloïdes comme la lupinine. 
La consommation de fèves peut provoquer crise d'hémolyse aigüe, le favisme, chez les sujets présentant un défaut génétique particulier.

## Utilisation
Les légumes secs, c'est-à-dire les légumineuses à grosses graines, forment un groupe de plantes alimentaires relativement homogène. Ils peuvent se conserver longtemps et sont riches en protéines. Ils peuvent se substituer les uns aux autres dans l'alimentation. Certains ont été utilisés plutôt pour l'alimentation animale, et d'autres pour l'alimentation humaine. Au cours du temps, on a aussi cherché à consommer les graines immatures, les gousses entières, voire les feuilles ou les fleurs. 
Tremper les légumineuses sèches pendant plusieurs heures les ramène à la vie et active leurs enzymes. Cela facilite la digestion et l'absorption des nutriments par le corps. 
Les légumes secs sont souvent consommés avec des céréales. On retrouve en effet cette association dans de nombreux plats du pourtour méditerranéen comme l’association lentilles et boulgour ou lentilles et riz des plats de mdardara et moujaddara libanais. L’association légumineuses/céréales est en effet recommandée d’un point de vue nutritionnel puisque les céréales permettent de compenser le manque d’acides aminés des légumes secs. 

## Année internationale des légumineuses
L’Assemblée générale des Nations unies a déclaré 2016 Année internationale des légumineuses (AIS) lors de sa 68e session. L’Organisation des Nations Unies pour l’alimentation et l’agriculture a été désignée pour faciliter la mise en œuvre de cette année spéciale, en collaboration avec les gouvernements, les organisations compétentes, les organisations non gouvernementales et toutes les autres parties prenantes.
L’objectif de l’AIS 2016 est de sensibiliser l’opinion publique aux bienfaits nutritifs des légumineuses en tant que partie d’une production alimentaire durable qui vise à la sécurité alimentaire et à la nutrition. Cette année spéciale représente l’occasion d’encourager les échanges tout au long de la chaîne alimentaire afin de permettre une meilleure utilisation des protéines des légumineuses, d’encourager la production mondiale de légumineuses, de mieux utiliser les rotations de culture et de relever les défis que représente le commerce des légumineuses.

### Objectifs de l’AIS
L’Année internationale des légumineuses vise à :
- Promouvoir la valeur et l’utilisation des légumineuses dans le système alimentaire
- Sensibiliser le public sur les avantages des légumineuses, parmi lesquels une agriculture durable et la nutrition
- Encourager les échanges pour permettre une augmentation de la production mondiale des légumineuses
- Encourager la recherche avancée
- Défendre l’idée d’une meilleure utilisation des légumineuses dans les rotations de cultures
- Relever les défis que représente le commerce des légumineuses